# Международная ассоциация компьютерных игр
Международная ассоциация компьютерных игр (англ. International Computer Games Association, ICGA) была создана в 1977 году  как Международная ассоциация компьютерных шахмат (англ. ICCA). Основана разработчиками в области компьютерных шахмат с целью организации будущих чемпионатов для компьютерных программ и облегчения обмена техническими знаниями через журнал ICCA. 
Переименованная в 2002 году в ICGA, ассоциация стала широко способствовать развитию компьютерных игр и игр с искусственным интеллектом, проводя Компьютерные олимпиады, Чемпионаты мира по шахматам среди компьютерных программ и международные конференции по компьютерам и играм. ICGA ежеквартально публикует свой журнал, поддерживая отношения с организациями в области информатики, коммерции и проведения игр во всем мире. Возглавляет ICGA Дейвид Леви.